# 蔵法師
蔵法師（くらほうし）とは、中世京都における土倉経営者のこと。山法師・土蔵法師・土蔵坊主とも。
元は延暦寺の僧侶が土倉を経営して高利貸しなどの業務を行っていたことに由来する。後には民間の土倉が延暦寺を本所として山門公人（くにん）の身分を獲得してその庇護を受ける者を指した。延暦寺の権威を背景として暴利を貪る者や公卿の邸宅に押し入って督促をする者など傍若無人な振舞いも目立った。後に室町幕府によって京都の土倉は幕府の支配下に入るが、その後も山門公人の名残として法体・名乗を採る土倉経営者が多かった。